# Emilia Jaroszewska
Emilia Maria Jaroszewska – polska politolożka, doktor habilitowana nauk społecznych, adiunkt na Wydziale Nauk Politycznych i Studiów Międzynarodowych Uniwersytetu Warszawskiego. Specjalistka w zakresie polityki społecznej. 

## Kariera naukowa
W dniu 29 września 2002 r. uzyskała na ówczesnym Wydziale Dziennikarstwa i Nauk Politycznych UW stopień doktora nauk humanistycznych w zakresie nauk o polityce na podstawie pracy Małżeństwa polsko-niemieckie na tle innych małżeństw binacjonalnych w RFN, której promotorem był Antoni Rajkiewicz. 11 czerwca 2014 uzyskała na tym samym wydziale stopień doktora habilitowanego nauk społecznych w dyscyplinie nauk o polityce na podstawie dorobku naukowego i rozprawy Migracje a zdrowie. Uwarunkowania kondycji zdrowotnej migrantów oraz bariery w korzystaniu z opieki medycznej. 
Należała do kadry naukowo-dydaktycznej Instytutu Polityki Społecznej UW, a po jego rozwiązaniu w ramach reorganizacji wydziału z 2019 r. została członkinią zespołu Katedry Polityki Społecznej i Ubezpieczeń.